# Gossau, Zürich
Gossau är en ort och kommun i distriktet Hinwil i kantonen Zürich, Schweiz. Kommunen har 10 569 invånare (2023).
Kommunen består, förutom av centralorten Gossau, av orterna Bertschikon bei Gossau, Grüt,  Herschmettlen och Ottikon.